# Egor i Opizdenevshie
Egor i Opizdenevshie (russe : Егор и Опизденевшие) est un groupe russe de rock soviétique, originaire de Omsk, actif entre 1990 et 1993.

## Histoire
Le groupe est formé par Egor Letov et Kuzya Waugh en 1990 après l'arrêt du groupe Grajdanskaïa Oborona. Il sort deux albums Pryg-skok (1990) et Sto let odinochestva (russe : Сто лет одиночества, 1993) et se sépare avant la sortie du troisième album Psychodelia Tomorrow (russe : Психоделия Tomorrow) qui sortira finalement en 2002,,.

## Discographie
- 1990 : Prig-skok
- 1993 : Sto let odinochestva (russe : Сто лет одиночества)
- 2002 : Psychodelia Tomorrow (russe : Психоделия Tomorrow)